# بازغة (مقاطعة إسلام آباد غرب)
بازغة (بالفارسية: بازگه) هي قرية تقع في كرمانشاه في إيران. يقدر عدد سكانها بـ 85 نسمة بحسب إحصاء 2016.